# قريوطة ألبرتية
قريوطة البرتية (الاسم العلمي: Caryota albertii) هو نوع نباتي يتبع جنس القريوطة من فصيلة الفوفلية.
سمي هذا النوع نسبةً إلى عالم النبات السويسري يوهان ألبرت فون ريغيل.